# Saison 7 de Mad Men
Chronologie
Saison 6
Cet article présente la septième saison de la série télévisée américaine Mad Men.
La diffusion de la saison est séparée en deux parties de sept épisodes. La première, intitulée The Beginning, est diffusée au printemps 2014, et la seconde, intitulée The End of an Era, au printemps 2015.

## Distribution

### Acteurs principaux
- Jon Hamm (VF : Bruno Choël) : Don Draper (associé principal et directeur de la création jusque l'épisode 12)
- Elisabeth Moss (VF : Anne O'Dolan) : Peggy Olson (rédactrice en chef)
- Vincent Kartheiser (VF : Yoann Sover) : Pete Campbell (commercial et associé jusque l'épisode 13)
- January Jones (VF : Nathalie Karsenti) : Betty Francis
- Christina Hendricks (VF : Marine Jolivet): Joan Harris (Associée, commerciale à partir de l'épisode 2, jusque l'épisode 13)
- Aaron Staton (VF : Sébastien Desjours) : Ken Cosgrove (directeur des comptes jusque l'épisode 8)
- Rich Sommer (en) (VF : Vincent Ribeiro) : Harry Crane (directeur du service médias)
- Kiernan Shipka (VF : Corinne Martin) : Sally Draper
- Jessica Paré (VF : Charlotte Marin) : Megan Draper
- Kevin Rahm (VF : Pierre Tessier) : Ted Chaough (directeur de la création chez SC&P à Los Angeles et associé principal jusque l'épisode 12)
- Harry Hamlin (VF : Benoît Du Pac) : Jim Cutler (associé principal jusque l'épisode 7)
- Christopher Stanley (en) (VF : Pierre Laurent) : Henry Francis
- Jay R. Ferguson (VF : Jérôme Pauwels): Stan Rizzo
- Ben Feldman (VF : Julien Allouf) : Michael Ginsberg (rédacteur jusque l'épisode 5)
- Mason Vale Cotton (VF : Thomas Montero) : Bobby Draper
- Robert Morse (VF : Michel Prud'homme) : Bert Cooper (associé principal jusque l'épisode 7)
- John Slattery (VF : Éric Legrand) : Roger Sterling (associé principal, devient président de SC&P lors du rachat par McCann à partir de l'épisode 8 jusque l'épisode 12)
- Allan Havey (VF : Jean-Louis Faure) : Lou Avery (directeur de la création chez SC&P à New-York jusque l'épisode 7 puis à Los Angeles jusque l'épisode 11)
- Teyonah Parris (VF : Agnès Cirasse) : Dawn Chambers (secrétaire, devient directrice du personnel à partir de l'épisode 2 jusque l'épisode 12)

### Acteurs récurrents
- James Wolk (VF : Jérémy Bardeau) : Bob Benson
- Brian Markinson (VF : Vincent Violette) : Dr Al Rosen
- Charlie Hofheimer (VF : Franck Mercadal) : Abe Drexler
- Alison Brie (VF : Natacha Muller) : Trudy Campbell
- Pamela Dunlap (VF : Mireille Delcroix) : Pauline Francis
- Christine Estabrook (VF : Marie-Martine) : Gail Holloway
- Peyton List (VF : Olivia Luccioni) : Jane Sterling
- Ray Wise (VF : Michel Paulin) : Ed Baxter
- Jessy Schram (VF : Barbara Delsol) : Bonnie Whiteside
- Sola Bamis (VF : Catherine Desplaces) : Shirley
- Juliette Angelo (VF : Camille Donda) : Carol
- Jill Alexander (VF : Anne Broussard) : Marsha
- Paul Johansson (VF : Patrice Baudrier) : Ferg Donelly
- Bruce Greenwood (VF : Bernard Lanneau) : Richard Burgoff

## Production
Lors de l'annonce de la production d'une septième saison, il a été dit qu'elle serait la dernière de la série et séparée de deux parties de sept épisodes. La première, intitulée The Beginning (Le commencement), est diffusée entre le 13 avril et le 25 mai 2014, et la seconde, intitulée The End of an Era (La fin d'une époque) est diffusée en 2015,.

## Liste des épisodes

### Épisode 1:Décalage perpétuel
- États-Unis : 13 avril 2014[4]
- Québec : 22 juillet 2015 sur Télé-Québec[5]
- France : date inconnue sur Canal+
- Belgique : date inconnue sur La Deux
- Suisse : date inconnue sur RTS Un

- États-Unis : 2,268 millions de téléspectateurs[6]

Janvier 1969. Deux mois ont passé depuis la mise à pied de Don, qui voyage entre les deux côtes : New York, où SC&P continue de s'ajuster à la collaboration avec les nouveaux partenaires, et Los Angeles où se trouve sa femme Megan ainsi que les bureaux où travaillent Pete et Ted. Megan ignore la situation de Don, et les retrouvailles sont un peu difficiles. Le mariage semble battre de l'aile alors que la carrière de Megan décolle. 
A New-York, Don souffle ses idées à Freddy afin de garder les clients. 

### Épisode 2:Dur labeur
- États-Unis : 20 avril 2014
- Québec : 29 juillet 2015 sur Télé-Québec

- États-Unis : 1,89 million de téléspectateurs[7]

Février 1969. Le jour de la Saint-Valentin chez Sterling Cooper. Un bouquet provoque la discorde entre Peggy et sa secrétaire : Peggy pense que le bouquet est pour elle, et n'ayant pas trouvé de mot elle pense que ça vient de Ted. Pete et Ted négocient leurs dossiers avec les associés de New York.
Loin de l'agence, Don essaie de se tenir au courant grâce à Dawn qui lui transmet les informations.
Sally va voir son père au bureau, et découvre sa situation. Néanmoins, elle agit comme si de rien n'était.

### Épisode 3:Sortie spéciale
- États-Unis : 27 avril 2014
- Québec : 5 août 2015 sur Télé-Québec

- États-Unis : 2,024 millions de téléspectateurs[8]

Don fait un voyage impromptu à Los Angeles à la suite d'un appel de l'agent de Megan qui connait une période difficile dans sa carrière. Ce voyage va lui faire prendre conscience que sa situation est désormais intenable et que SC&P doit se décider. Sur demande de Roger, il se rend au bureau le lundi mais personne ne semble informé. Il attend toute la journée que les associés statuent sur son sort. Finalement, Don est réintégré en tant que copy et sous certaines conditions qui ne doivent être enfreintes sous peine de licenciement.

### Épisode 4:L'Intrus
- États-Unis : 4 mai 2014
- Québec : 12 août 2015 sur Télé-Québec

- États-Unis : 2,141 millions de téléspectateurs[9]

Pete décroche une nouvelle opportunité de contrat pour Burger Chef, une chaîne de restauration rapide en plein essor, que les associés confient à Peggy. Lou en profite pour mettre Don sous ses ordres, ce qui gêne aussi bien l'associé qui doit écrire des slogans pour Peggy que Peggy qui doit lui donner des ordres. Don refuse de s'y plier et pique une bouteille à Roger pour se souler dans le bureau ce que personne ne remarque. Il appelle alors Freddy qui se charge de le récupérer et le ramener chez lui. Le lendemain matin, il lui fait prendre conscience de son état et lui conseille d'obéir aux demandes de SCP s'il veut se racheter. 
L'équipe de créa doit travailler dans le bruit de l'installation d'un ordinateur IBM OS/360 pour l'agence. 

### Épisode 5:Parole de scout
- États-Unis : 11 mai 2014
- Québec : 19 août 2015 sur Télé-Québec

- États-Unis : 1,856 million de téléspectateurs[10]

Les créatifs de l'agence découvrent que Lou écrit en secret des comic-strips et se moquent de lui, ce qu'il prend mal. Il force donc tout le monde à travailler tard, empêchant Don de partir plus tôt pour Los Angeles où sa nièce Stephanie, enceinte et sans le sou, l'attend chez Megan. Les relations entre les 2 femmes sont étranges, et Megan (jalouse) offre un chèque à Stéphanie pour qu'elle parte avant l'arrivée de Don. 

### Épisode 6:Rapprochement stratégique
- États-Unis : 18 mai 2014
- Québec : 26 août 2015 sur Télé-Québec

- États-Unis : 1,926 million de téléspectateurs[11]

SC&P est toujours impatient de travailler pour Chevrolet mais Bob Benson apprend qu'en secret, la campagne ne leur sera jamais confiée. Peggy a monté une campagne pour Burger Chef que tous semblent approuver, mais elle doute du message défendu alors que Don se montre confiant. 

### Épisode 7:Nouvelle perspective
- États-Unis : 25 mai 2014
- Québec : 2 septembre 2015 sur Télé-Québec

- États-Unis : 1,936 million de téléspectateurs[12]

Alors que le monde est tourné vers les premiers hommes qui vont marcher sur la Lune, Burt Cooper décède soudainement. Les associés (excepté Don et Ted) se réunissent et Cutler tente de profiter de la situation et de la voix en moins de Bert pour faire renvoyer Don. Lorsque celui-ci l'apprend, il convainc Peggy de faire la présentation à Burger Chef à sa place. Il appelle Megan pour lui annoncer la nouvelle, et propose de la rejoindre. Face à son silence, il comprend que tout est fini. 

### Épisode 8:Rupture
- États-Unis : 5 avril 2015[13]
- Québec : 1er avril 2016 sur Télé-Québec[14]

- États-Unis : 2,266 millions de téléspectateurs[15]

- Maggie Siff (Rachel Katz)
- Ray Wise (Ed Baxter)

### Épisode 9:Nouvelles bases
- États-Unis : 12 avril 2015
- Québec : 8 avril 2016 sur Télé-Québec

- États-Unis : 1,974 million de téléspectateurs[16]

- Linda Cardellini (Sylvia Rosen)

### Épisode 10:Rêves d'avenir
- États-Unis : 19 avril 2015
- Québec : 15 avril 2016 sur Télé-Québec

- États-Unis : 1,865 million de téléspectateurs[17]

- Bruce Greenwood (Richard McCloud)

### Épisode 11:Ça déménage
- États-Unis : 26 avril 2015
- Québec : 22 avril 2016 sur Télé-Québec

- États-Unis : 1,768 million de téléspectateurs[18]

### Épisode 12:Désillusions à l'horizon
- États-Unis : 3 mai 2015
- Québec : 29 avril 2016 sur Télé-Québec

- États-Unis : 1,793 million de téléspectateurs[19]

### Épisode 13:Errances
- États-Unis : 10 mai 2015
- Québec : 6 mai 2016 sur Télé-Québec

- États-Unis : 1,866 million de téléspectateurs[20]

### Épisode 14:Confessions intimes
- États-Unis : 17 mai 2015
- Québec : 13 mai 2016 sur Télé-Québec

- États-Unis : 3,287 millions de téléspectateurs[21]

- Caity Lotz (Stephanie Draper)